# Parada de Paște (film)
Parada de Paște (titlu original: Easter Parade) este un film american din 1948 regizat de Charles Walters. Este produs de Arthur Freed, cu un scenariu de  Sidney Sheldon, Frances Goodrich și Albert Hackett. Rolurile principale au fost interpretate de actorii Fred Astaire, Judy Garland și Peter Lawford. A câștigat Premiul Oscar pentru cea mai bună coloană sonoră - Johnny Green, Roger Edens. Filmul conține unele dintre cele mai cunoscute cântece ale lui Astaire și Garland cum ar fi "Easter Parade", "Steppin' Out with My Baby" sau "We're a Couple of Swells".
Este filmul cu cel mai mare succes din punct de vedere financiar pentru Garland și Astaire, precum și filmul muzical cu cele mai mari încasări ale anului. 

## Prezentare
În 1912, vedeta de pe Broadway Don Hewes (Fred Astaire) cumpără cadouri de Paști pentru iubita sa, începând cu o pălărie și câteva flori ("Happy Easter").  Acesta intră într-un magazin de jucării de unde cumpără un iepure de Paști, după ce convinge un băiat să renunțe la acesta și să cumpere un set de tobe în schimb ("Drum Crazy"). Hewes duce aceste daruri partenerei sale de dans, Nadine Hale (Ann Miller), care îi dezvăluie că a primit o ofertă pentru un spectacol și că va ajunge astfel o vedetă solo. Don încearcă s-o facă să se răzgândească ("It Only Happens When I Dance With You"), până când cel mai bun prieten al lui Don, Johnny (Peter Lawford), apare. Nadine îi spune lui Don că ei nu mai formează cu adevărat o echipă și devine evident că Nadine este atrasă de Johnny. 

## Distribuție
- Judy Garland - Hannah Brown
- Fred Astaire - Don Hewes. Gene Kelly a fost alegerea inițială pentru a juca rolul lui Don, dar Kelly se accidentase la un meci de volleyball.[3] (Astaire would "retire" several more times over the next decade, but he would also go on to make a number of additional classic musicals in between retirements.)
- Peter Lawford - Jonathan Harrow III
- Ann Miller - Nadine Hale.
- Jules Munshin - François
- Clinton Sundberg - Mike
- Jimmy Bates - băiatul din magazinul de jucării

## Premii
Pelicula a câștigat Premiul Oscar pentru cea mai bună coloană sonoră, premiu acordat lui Johnny Green și Roger Edens.
Scenariștii Sidney Sheldon, Frances Goodrich și Albert Hackett au primit Writers Guild of America Award pentru cel mai bun scenariu al unui muzical american.

## Numere muzicale
Toate cântecele sunt create de Irving Berlin
Mai jos, între paranteze, sunt menționați cei care au cântat și dansat respectivul număr muzical cu excepția cazului în care se menționează altfel.
1. "Happy Easter" (Fred Astaire)
2. "Drum Crazy" (Astaire)
3. "It Only Happens When I Dance with You" (Astaire cântă, dansând cu Ann Miller)
4. "I Want To Go Back To Michigan" (Judy Garland)
5. "A Fella with an Umbrella" (Peter Lawford, Garland)
6. Vaudeville Montage: "I Love a Piano" (Garland cântă, dansând cu Astaire), "Snookey Ookums" (Astaire, Garland), "The Ragtime Violin" (Astaire cântă, dansând cu Garland) și "When the Midnight Choo-Choo Leaves for Alabam'" (Garland, Astaire)
7. "Shakin' the Blues Away" (Miller)
8. "It Only Happens When I Dance With You (reprise)" (Garland cântă)
9. "Steppin' Out with My Baby" (Astaire, corul, mai dansează: Patricia Jackson, Bobbie Priest, Dee Turnell)
10. "A Couple of Swells" (Astaire, Garland)
11. "The Girl on the Magazine Cover" (Richard Beavers cântă, Miller dansează)
12. "It Only Happens When I Dance With You (instrumental)" (Astaire și Miller dansează)
13. "Better Luck Next Time" (Garland cântă)
14. "Easter Parade" (Garland, Astaire)